# Pancho Aréna
A Pancho Aréna, hivatalos nevén a Puskás Akadémia Pancho Aréna a felcsúti Puskás Akadémia FC labdarúgóklub 2014-ben elkészült stadionja.

## Elnevezés
A Pancho elnevezés Puskás Ferenc keresztnevének spanyol változatának, a Franciscónak becézése. Spanyolországban így nevezték Puskást. A stadion nevére több változat is létezett a tervezése, építése során, az Aranycsapat Stadion, a Makovecz Stadion (Makovecz Imre stílusában épült), és a felcsúti stadion név is szóba került.

## Jellemzők
A terveket Makovecz Imre kezdte el, azonban 2011-es halála után Dobrosi Tamás fejezte be. Az UEFA 2-es kategóriába sorolta a 3500 fő befogadóképességű stadiont. A stadion alapvetően a Puskás Akadémia FC mérkőzéseire, valamint nemzetközi és válogatott ifjúsági tornákra készült. A kivitelezés 2012 áprilisában kezdődött.
FutballsTopTen sportportál 2016-os toplistáján a felcsúti Pancho Arénát tette az első helyre a földkerekség legszebb stadionjainak rangsorában.
A tulajdonos a Puskás Akadémiát működtető Felcsúti Utánpótlás Neveléséért Alapítvány. A stadion 3,8 milliárd forintból épült. Az összeg a TAO-programon (társasági adókedvezmény sporttámogatási rendszere) keresztül kapott 2,7 milliárd forintnyi támogatásból, önrészből, valamint magáncégek felajánlásaiból tevődött össze.

## Események

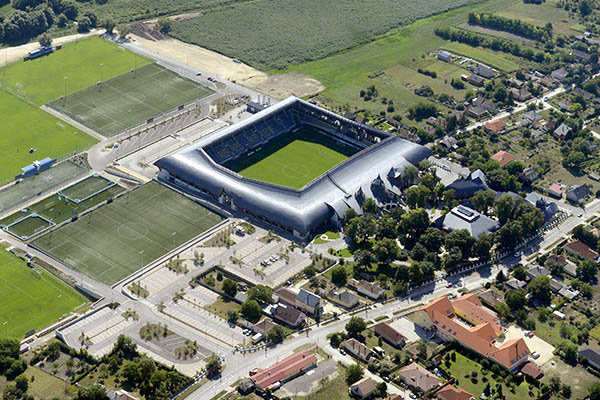
Légi fotó

Az első, még megnyitó előtti esemény, igaz zárt kapuk mögött lebonyolítva, 2014. április 1-jén a Puskás Akadémia – DVSC-TEVA Ligakupa negyeddöntő mérkőzés visszavágója volt.
A hivatalos megnyitóra 2014. április 21-én került sor, a 2014-es Puskás-Suzuki-kupa döntőjét megelőzően, amelyen a Puskás Ferenc Labdarúgó Akadémia és a Real Madrid U17-es csapata játszott egymással.
A stadion az egyik helyszíne volt a 2014-es U19-es labdarúgó-Európa-bajnokságnak. A nyitómérkőzést és az egyik elődöntőt is itt rendezték.
2015. június 13-án az Omega Beat-Mise volt az első koncert, amit a stadionban rendeztek. Előtte a nézők kivetítőn tekinthették meg a Finnország–Magyarország Európa-bajnoki selejtező mérkőzést. Mihály Tamás, az együttes basszusgitárosa nyilvánosan kiállt véleménye mellett, hogy nem ért egyet az együttes stadionbéli fellépésével, ezért nem vett részt rajta.
2018. március 26-án a stadionban rendezték meg a Bulgária-Kazahsztán barátságos labdarúgó-mérkőzést, amelyet előbbi válogatott nyert meg 2-1-re.

## Válogatott mérkőzések a stadionban
| Dátum              | Kiírás               | Hazai csapat | Vendég csapat | Eredmény | Nézőszám |
| ------------------ | -------------------- | ------------ | ------------- | -------- | -------- |
| 2018. március 26.  | Barátságos           | Bulgária     | Kazahsztán    | 2-1      | 100      |
| 2023. november 15. | 2024-es EB-selejtező | Izrael       | Svájc         | 1-1      | 2.024    |
| 2023. november 18. | 2024-es EB-selejtező | Izrael       | Románia       | 1-2      | 2.921    |

## Kritikák
A stadion megépítése hamar politikai és közéleti viták tárgyává vált, miután a létesítményt sokan Orbán Viktor miniszterelnök „szívügyének”, úri passziójának tekintették, a stadion V.I.P. páholyát Orbán Viktor állami tisztségviselők és üzletemberek szórakoztatására használja, ez ügyben számos politikai és egyéb bírálat is megjelent, különösen azután, hogy híre ment: a stadiont közpénzből építették. A vádakra Orbán és mások azt válaszolták, hogy a 3,8 milliárd forint 70 százaléka társasági adójuk egy részét felajánló, nyereséges magáncégektől érkezett, az úgynevezett TAO-program keretében, míg a maradék 30 százalékot az akadémia teremtette elő magánadományokból és hitelből. Ezzel szemben azonban a költségek mégiscsak adóforintokból állnak: 2011. július 1-je óta társasági adókedvezmény (TAO) vehető igénybe, ha a vállalkozások támogatják az úgynevezett látvány-sportágakat, vagyis a labdarúgást, a kézilabdát, a kosárlabdát, a vízilabdát és a jégkorongot. A támogatás céljai törvényben meghatározottak, ezért a szakszövetségekhez, amatőr és profi sportszervezetekhez, közhasznú alapítványokhoz befolyó pénzt utánpótlás-nevelésre, a képzéssel összefüggő feladatokra, a sportrendezvényekhez szükséges biztonsági követelményeket szolgáló infrastruktúra fejlesztésére, meghatározott beruházásokra, felújításokra, illetve személyi jellegű ráfordításokra lehet költeni. Tehát stadionépítésre is. 2012-ben 15 milliárd forint folyt be a focicsapatokhoz TAO-ból, ebből 2,8 milliárd Felcsútra került, vagyis több mint amire számítottak. 2013-ra az MLSZ 2,2 milliárd forintos támogatást javasolt az alapítványnak. Orbán tehát téved, amikor azt mondja, hogy a társasági adókedvezmény magánadomány. Valójában közjogi értelemben közpénz, állami támogatás, a bevezetésekor így kellett engedélyeztetni az Európai Bizottsággal. Másképpen fogalmazva, ha nem lenne, akkor adó formájában be kellene fizetniük a cégeknek, vagyis ez a bevétel hiányzik az államkasszából.
További kritikákra adott okot, hogy a 3500 férőhelyes stadionban az átlagnézőszám ezer fő körül volt, a profi stadionban kétszer annyi ülőhely van, mint ahányan Felcsúton laknak. Ezen később állítólag ingyenes buszjáratokkal próbáltak javítani.
A stadion megépítésének körülményei hasonlóak az 1975-ben megnyitott romániai Stadionul Viitorul létesítményhez, amely Nicolae Ceaușescu diktátor szülőhelyén épült fel.

## Érdekesség
A stadion közvetlenül a miniszterelnök háza mellé épült, továbbá a létesítmény házirendje egyebek mellett tiltja az aktuálpolitizálást is.

## Galéria

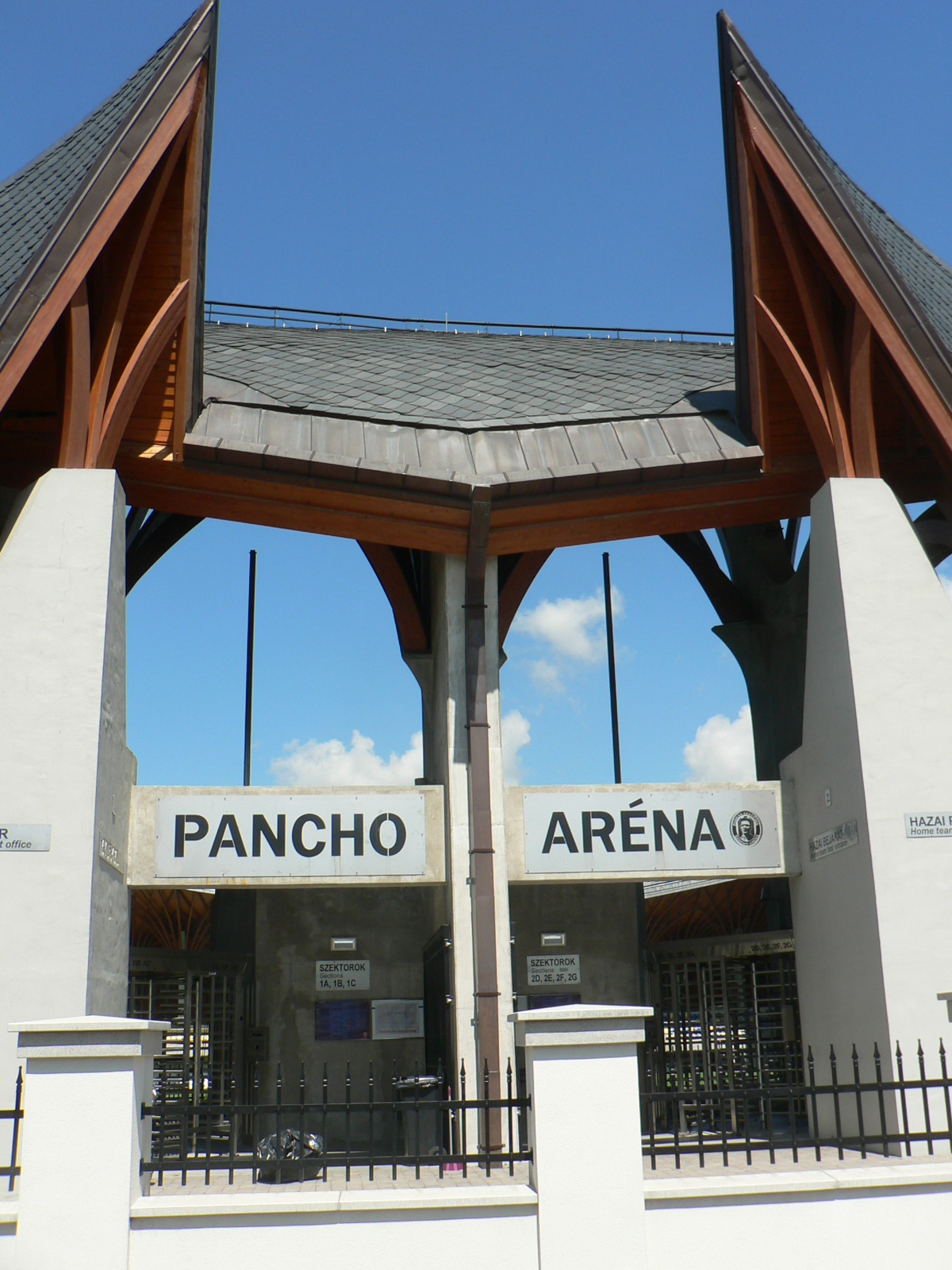
A Pancho Aréna főbejárata
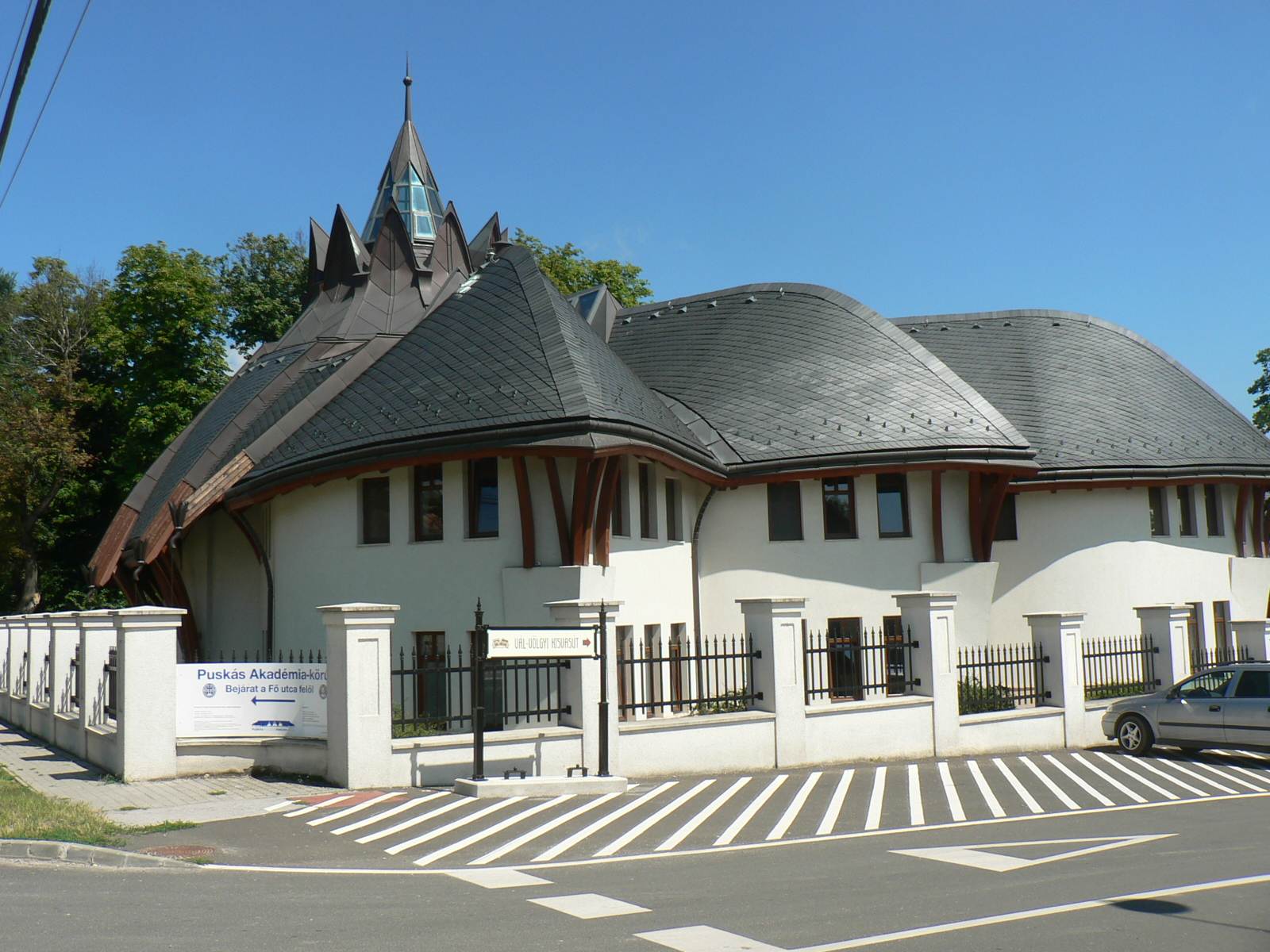
A Pancho Aréna Felcsút főutcája felől
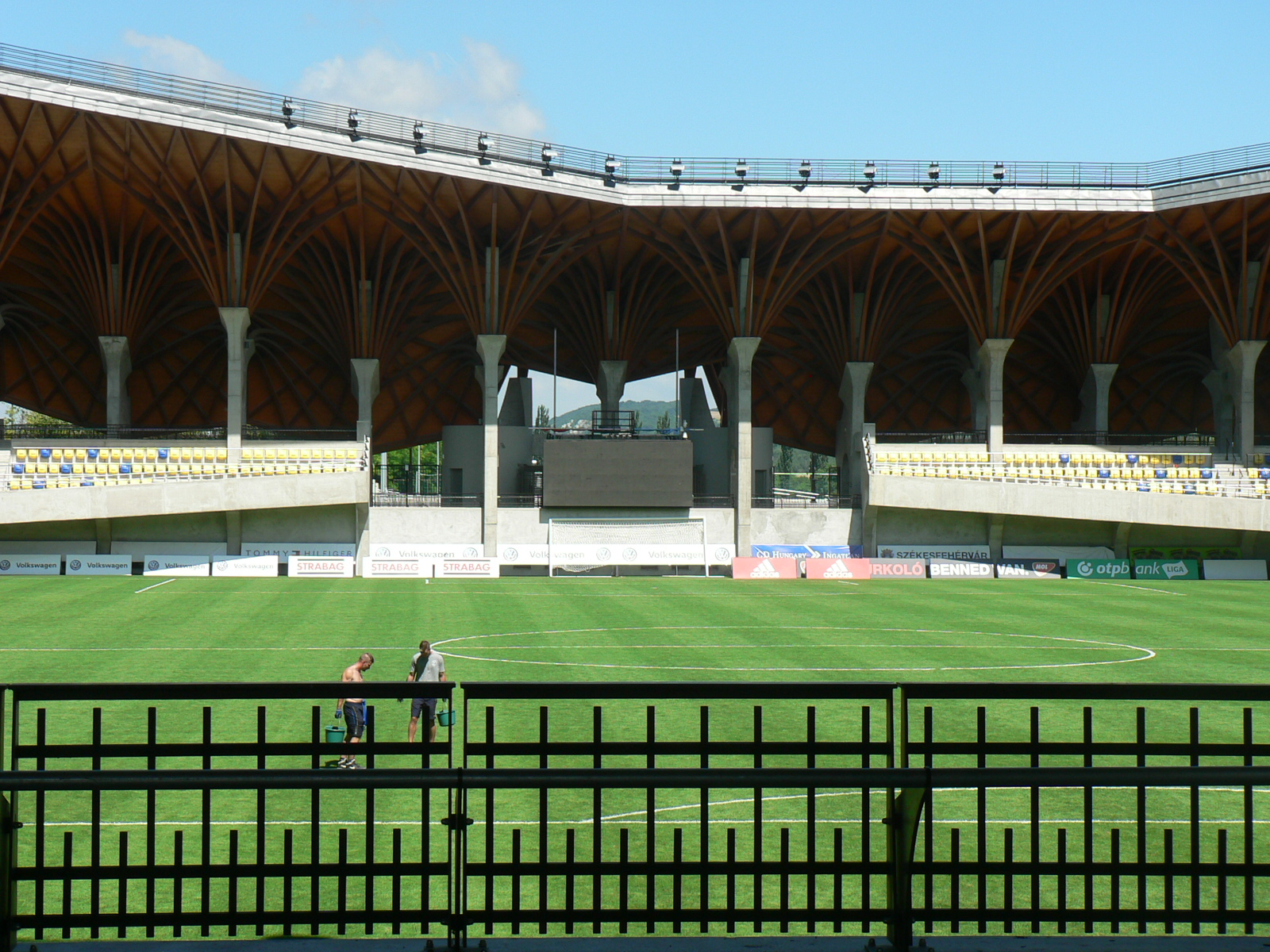
A Pancho Aréna gyepe és belső tere a Puskás Ferenc utca felől nézve
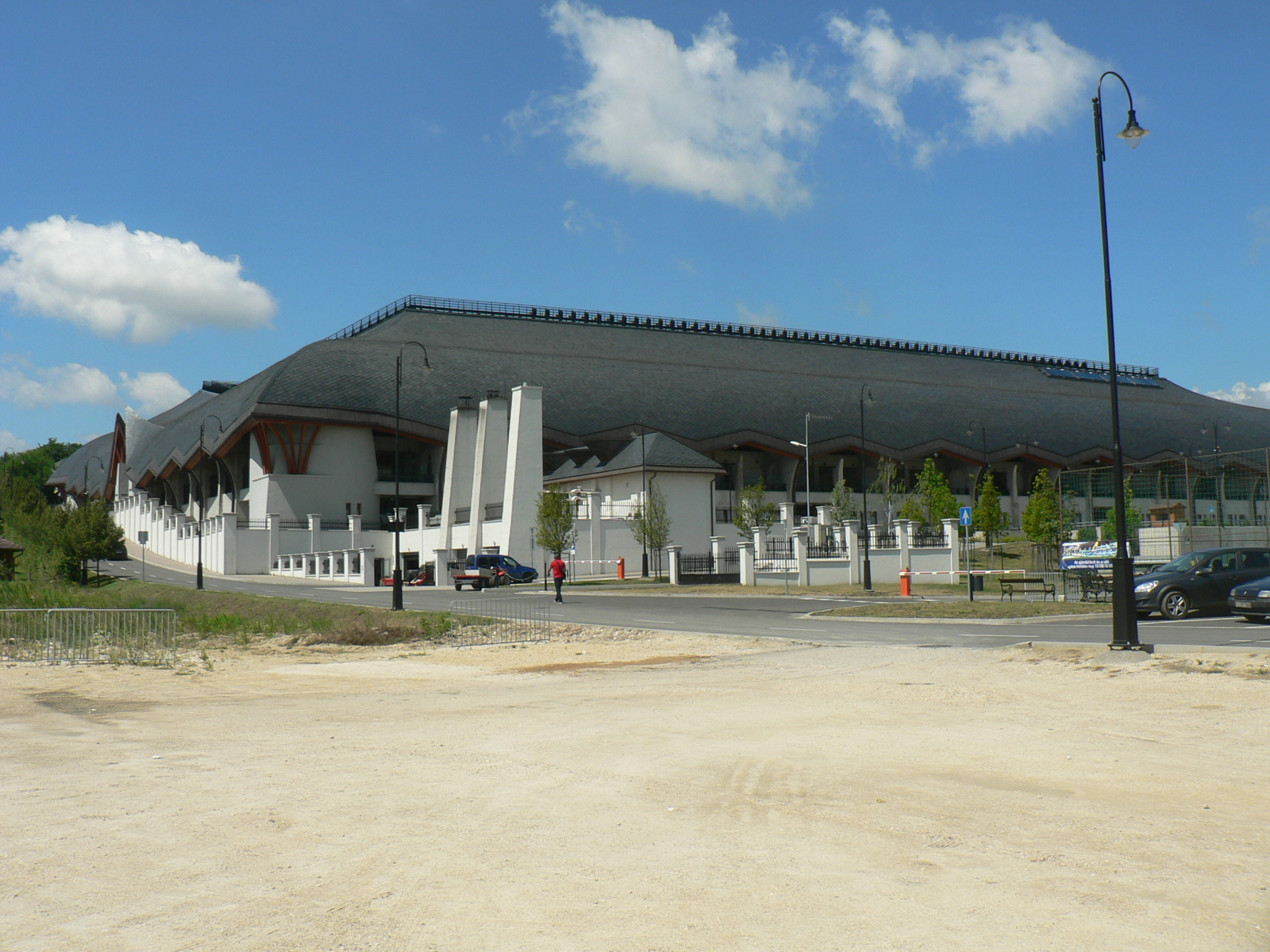
A Pancho Aréna épülettömbje a Vál-völgyi kisvasút felől
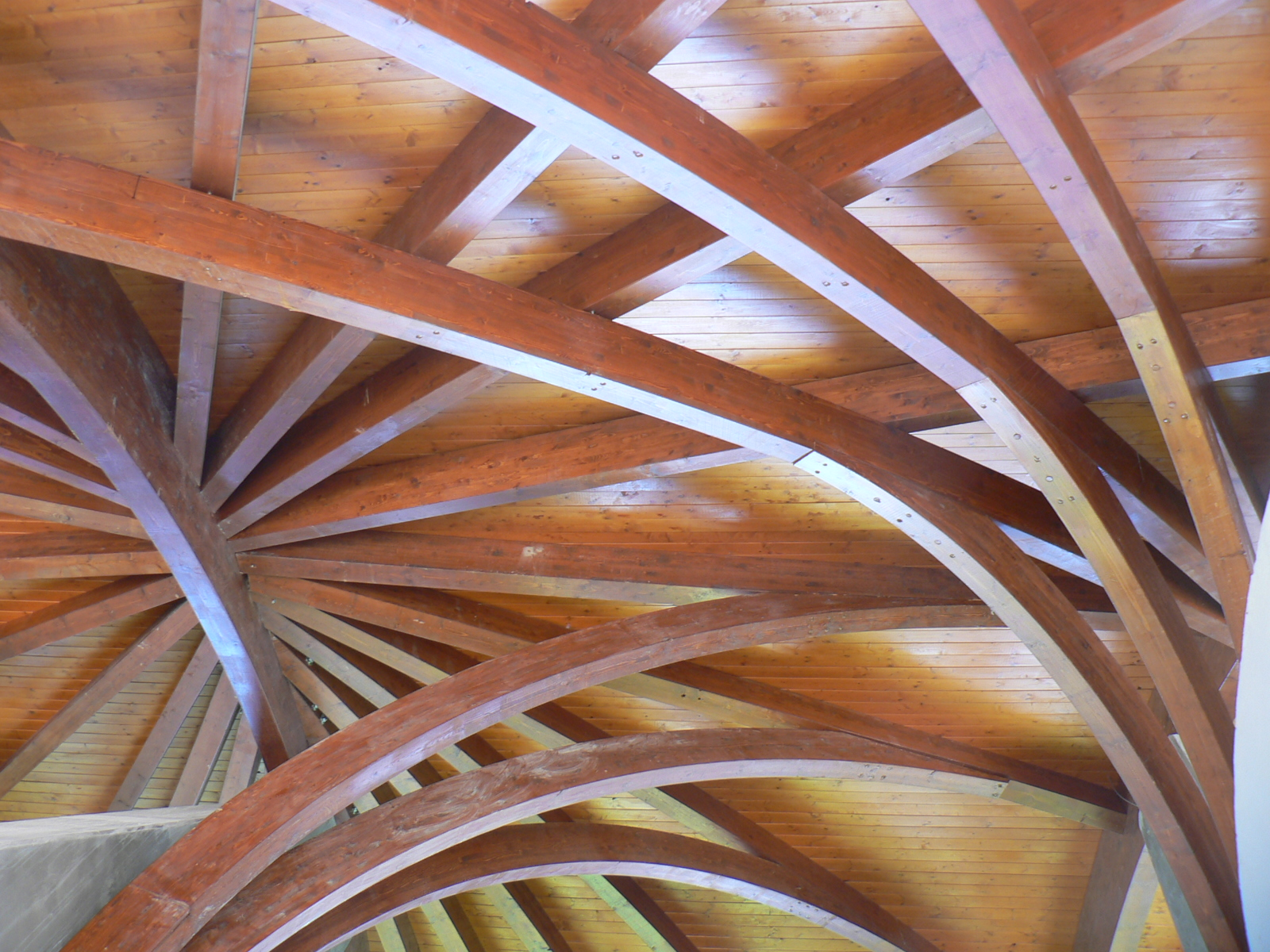
A Pancho Aréna tetőzetének egy részlete